# Fadenenzian
Der Fadenenzian (Cicendia filiformis), auch Heide-Zindelkraut oder Schmalblättriger Fadenenzian genannt, ist eine Pflanzenart aus der Gattung Cicendia innerhalb der Familie der Enziangewächse (Gentianaceae).

## Beschreibung

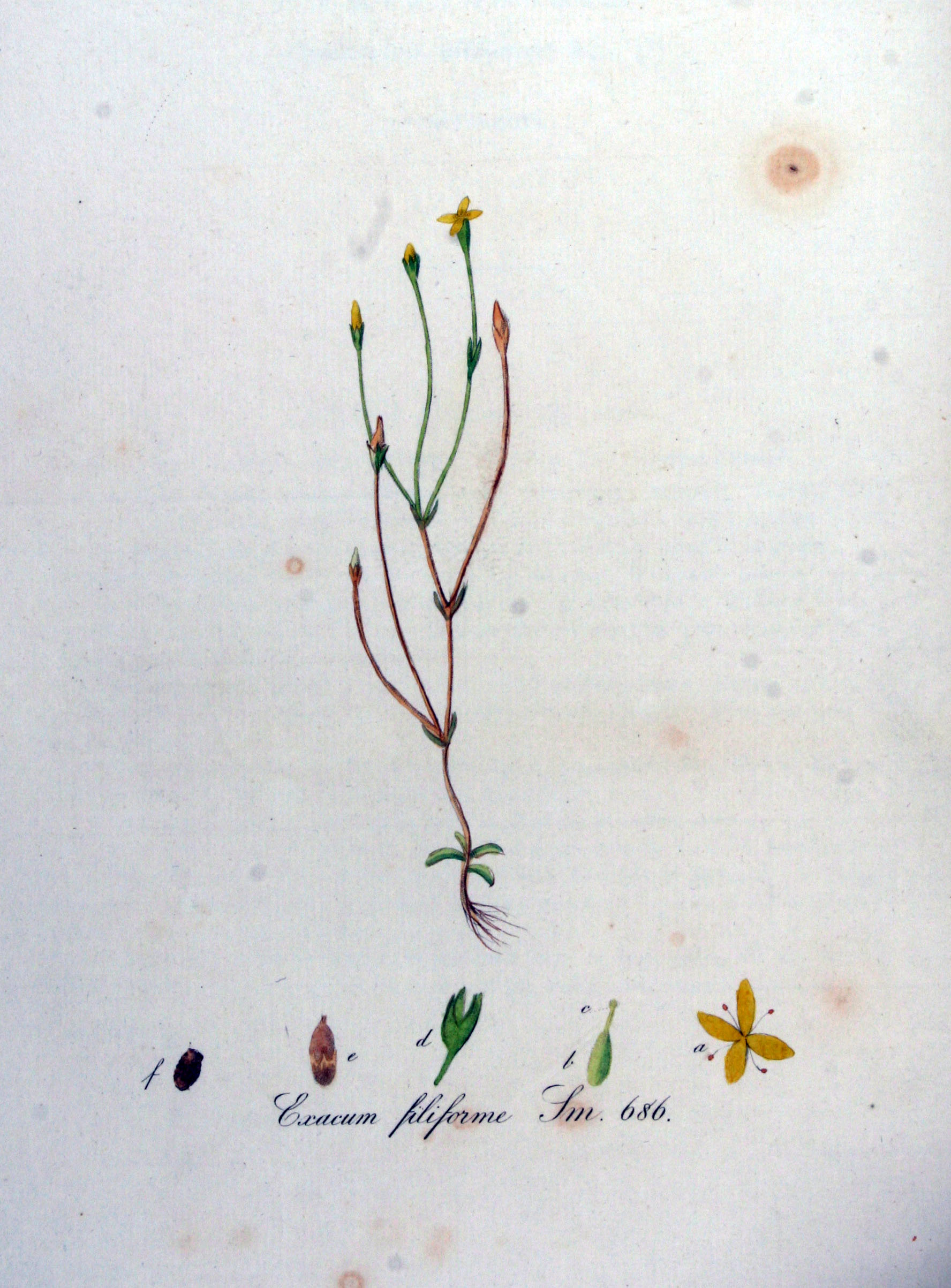
Illustration aus Flora Batava, Volume 9

Hegi 1966 ist der Meinung, es sei eine unscheinbare, leicht zu übersehende Pflanzenart.

### Vegetative Merkmale
Der Schmalblättrige Fadenenzian wächst als einjährige krautige Pflanze und erreicht Wuchshöhen von meist 2 bis 10 (1,5 bis 13 oder 20) Zentimetern. Die Faserwurzeln gehen von einer kurzen Pfahlwurzel aus. Der aufrechte oder aufsteigende sehr zierliche Stängel ist grün, im unteren Bereich bräunlich und einfach oder im oberen Bereich verzweigt. Die Verzweigungen sind oft gefurcht oder vierkantig.
Die in einer dicht grundständigen Rosette und gegenständig am Stängel angeordneten Laubblätter sind einfach. Die ausgebreiteten bis zurückgekrümmten Grundblätter sind bei einer Länge von 2 bis 15 Millimetern sowie einer Breite von etwa 2 Millimetern linealisch mit spitzem oberem Ende; sie sind etwas fleischig, aber während der Blütezeit schon verwelkt. Die Stängelblätter sind bei einer Länge von 2 bis 6 Millimetern sowie einer Breite von etwa 1 Millimeter linealisch bis linealisch-dreieckig mit spitzem bis zugespitztem oberem Ende; die Basis der Blattpaare ist kaum wahrnehmbar verwachsen.

### Generative Merkmale
Die Blütezeit reicht von Mitte Juli bis Oktober. Der zymöse Blütenstand enthält ein bis vier, selten bis zu neun Blüten. Der Blütenstiel ist 0,5 bis 5 Zentimeter lang.
Die zwittrige Blüte ist 5 bis 7 Millimeter lang und vierzählig mit doppelter Blütenhülle. Die vier selten 2,7 bis, meist 3 bis 4 Millimeter langen Kelchblätter sind zu einer 2 bis 3 Millimeter langen Kelchröhre verwachsen, die nicht scharf gekielt und zwischen den Kelchlappen häutig ist. Die vier Kelchlappen sind bei einer Länge von selten 0,5 bis, meist 1 bis 1,5 Millimetern dreieckig mit stachelspitzigem oberem Ende. Die vier gelben Kronblätter sind zu einer 3 bis, meist 3,5 bis 4,5 Millimeter langen, dicht flaumig behaarten Kronröhre verwachsen und radförmig angeordnet. Die vier Kronlappen sind bei einer Länge von 1,9 bis 3,2 Millimetern mehr oder weniger kreisförmig oder länglich mit stumpfem oder gerundetem oberem Ende. Es ist nur ein Kreis mit vier Staubblättern vorhanden. Die Staubfäden sind auf ihrer ganzen Länge mit der Kronröhre verwachsen. Die Staubbeutel sind meist 0,3 bis 0,4, selten bis zu 0,6 Millimeter lang. Der breit-ellipsoide Fruchtknoten ist etwa 18 Millimeter lang. Der Fruchtknoten verjüngt sich unvermittelt zum kurzen, dünnen Griffel. Die kopfige Narbe ist kaum erkennbar zweilappig.
Die 4 bis 5,5 Millimeter lange sowie 2,3 bis 2,8 Millimeter breite Kapselfrucht öffnet sich scheidewandspaltig = septizid nur an ihrem oberen Ende. Die gräulich-braunen bis schwärzlichen Samen sind bei einer Länge von 0,25 bis 0,35 Millimetern kantig-länglich.
Die Chromosomenzahl beträgt 2n = 26.

## Vorkommen

### Verbreitung
Cicendia filiformis ist in Europa und Nordwestafrika weitverbreitet. Es gibt Fundortangaben für die Azoren, Algerien, Marokko, Tunesien, Menorca, Gibraltar, Spanien, Portugal, Andorra, Frankreich, Monaco, Korsika, Sardinien, Sizilien, Malta, Deutschland, Belgien, Luxemburg, die Niederlande, das Vereinigte Königreich, Irland, Kroatien, Albanien, Griechenland, die Türkei, Syrien und den Libanon. Beispielsweise ist in Australien Cicendia filiformis ein Neophyt.
Der Fadenenzian ist in Mitteleuropa eine Charakterart des Cicendietum filiformis aus dem Verband Nanocyperion. Er gedeiht aus sommernassen, kalkarmen, mäßig sauren Sandböden oder auf Torf und ist auch salzertragend.

### Gefährdung
In Deutschland kommt Cicendia filiformis nur selten vor. Sie wurde Korneck et. al. 1998 in der Roten Liste der gefährdeten Pflanzenarten Deutschlands in Kategorie 1 = „vom Aussterben bedroht“ eingestuft. Aber bei der Roten Liste von Metzing et al. gilt 2018 Cicendia filiformis nur noch Kategorie 2 = „stark gefährdet“ gehörend. Diese Verbesserung der Einstufung erfolgte durch reale Veränderungen durch Naturschutzmaßnahmen dieser in Deutschland sehr selten, aber es sind stabile Teilbestände vorhanden → Kategorie 2 statt 1. Durch die Bundesartenschutzverordnung (BArtSchV) ist sie nicht besonders geschützt. Auf den Britischen Inseln gingen viele Fundorte durch vielfältige Einflüsse verloren und Cicendia filiformis ist dort als VU = „Vulnerable“ = „gefährdet“ eingestuft.

### Standortbedingungen und Pflanzengemeinschaften im Landkreis Celle
Cicendia filiformis wächst im Landkreis Celle in feuchtem, nährstoffarmem, leicht torfigem Sand oder sandigem Heideboden, der bei hohem Wasserstand im Winter möglichst mit weitgehend klarem Wasser vollständig überstaut ist, während er im Sommer vollständig trockenfällt. Man findet den Fadenenzian im Landkreis Celle entlang von Teichrändern in Sandkuhlen und Steinbrüchen.
Der Fadenenzian wächst im Landkreis Celle oft in Gemeinschaft mit dem Zwerglein (Radiola linoides), der Späten Gelb-Segge (Carex viridula), oder der Borstigen Schuppensimse (Isolepis setacea). Weitere Begleitflora ist oft der Rundblättrige Sonnentau (Drosera rotundifolia) und der Mittlere Sonnentau (Drosera intermedia). Wegen ähnlicher Standortbedingungen findet man den Fadenenzian im Landkreis Celle auch zusammen mit dem Knorpelkraut (Illecebrum verticillatum), und Hirschsprung (Corrigiola litoralis).

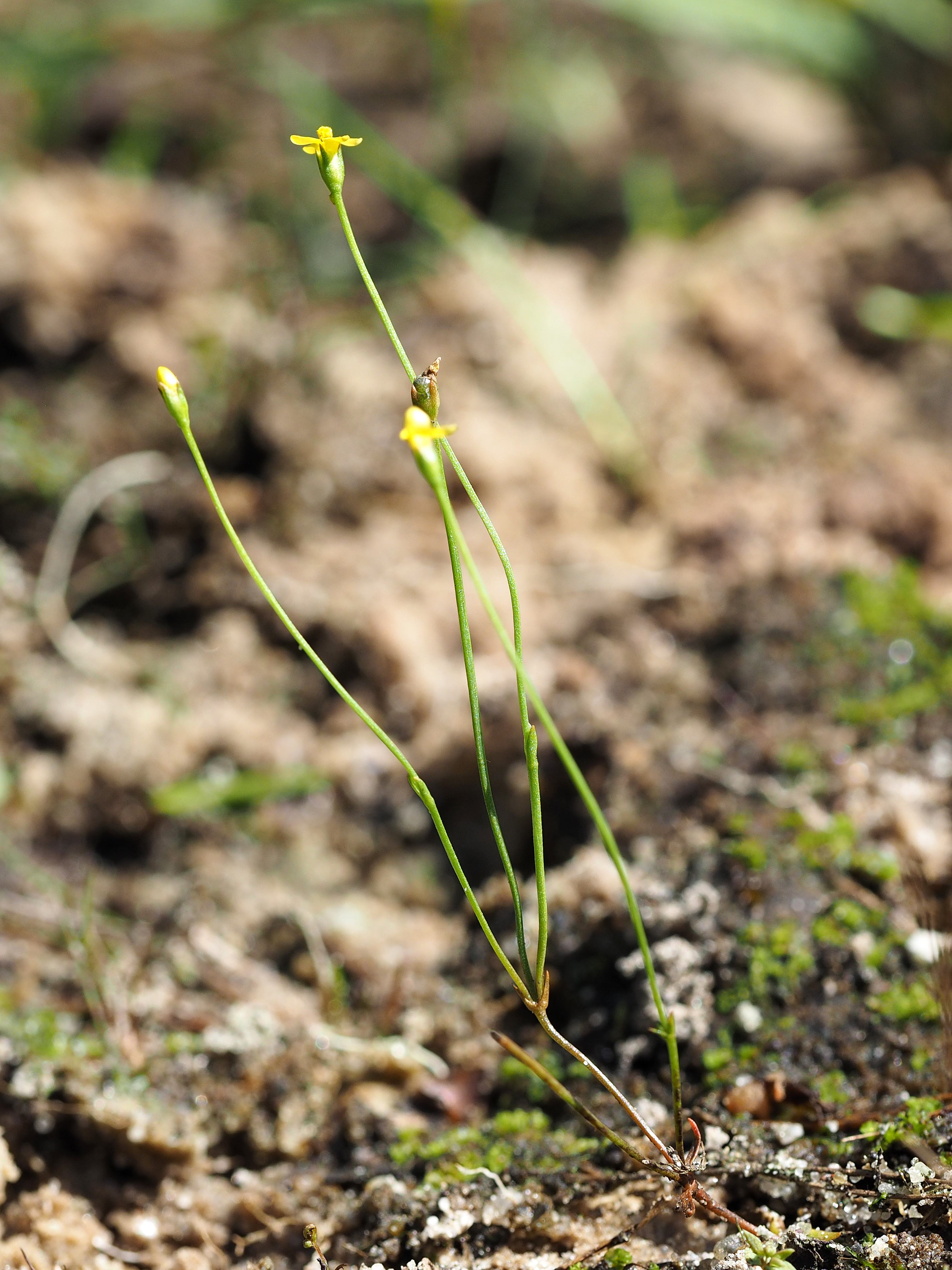
Einzelpflanze
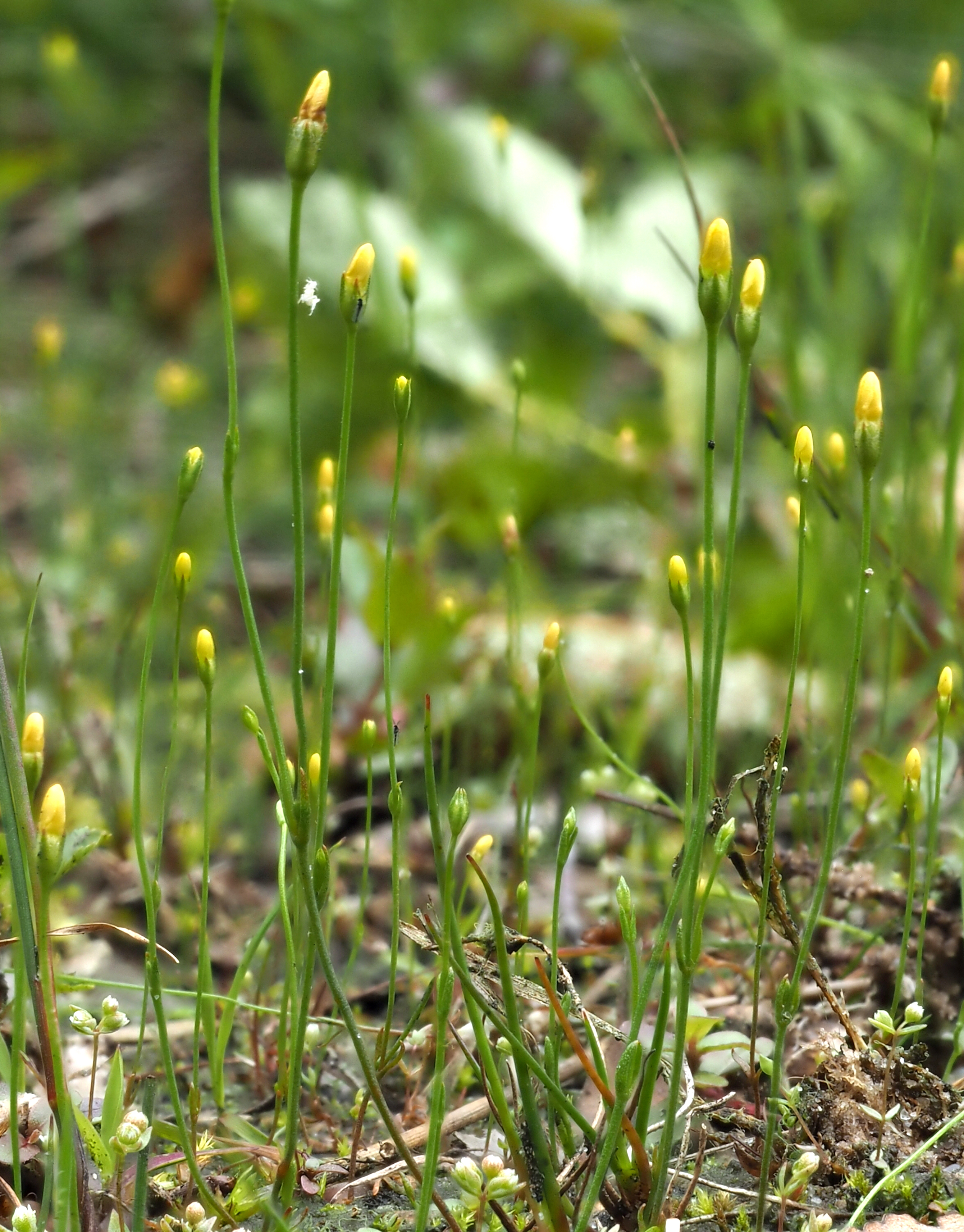
Habitus im Naturpark Südheide
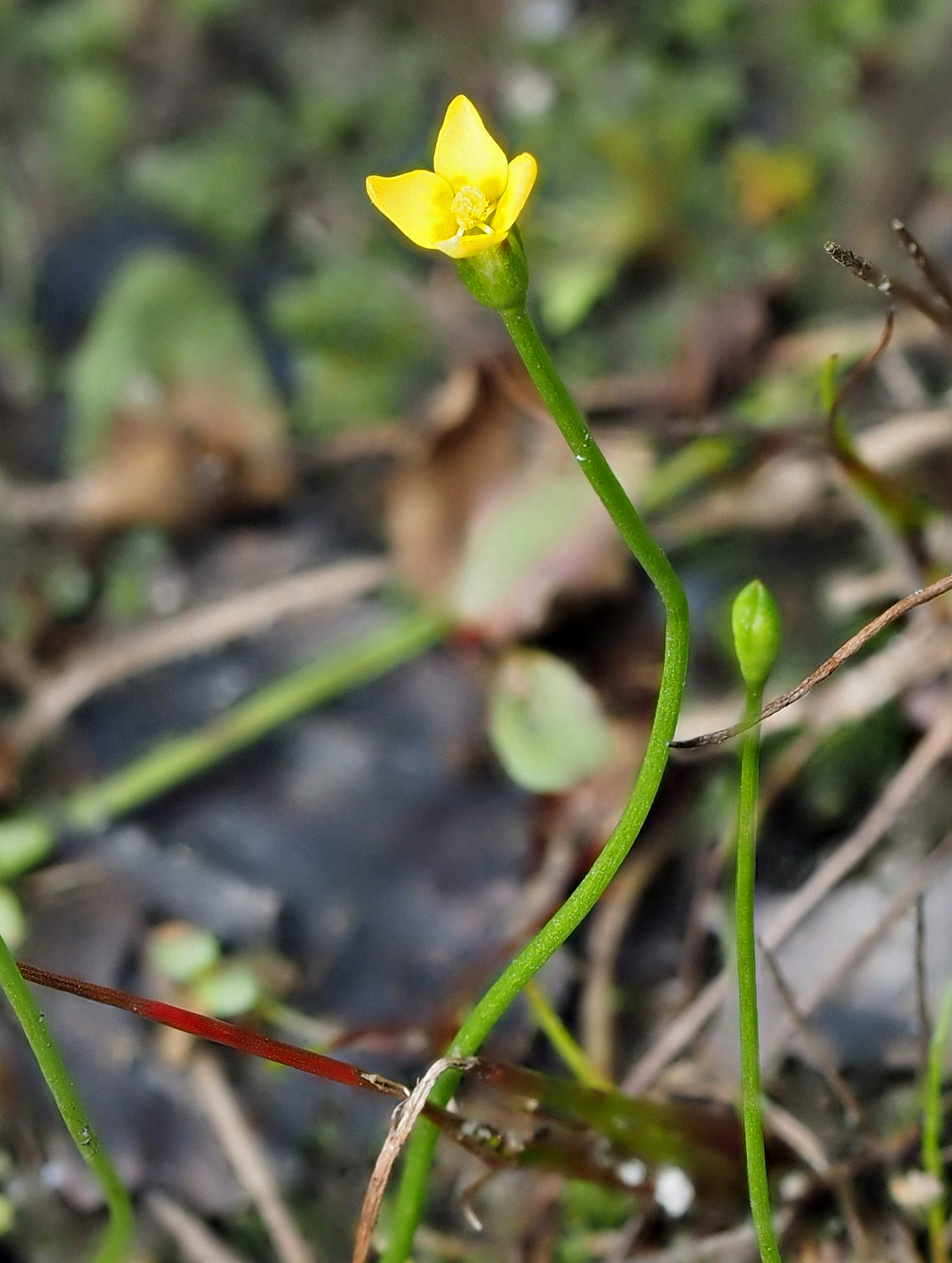
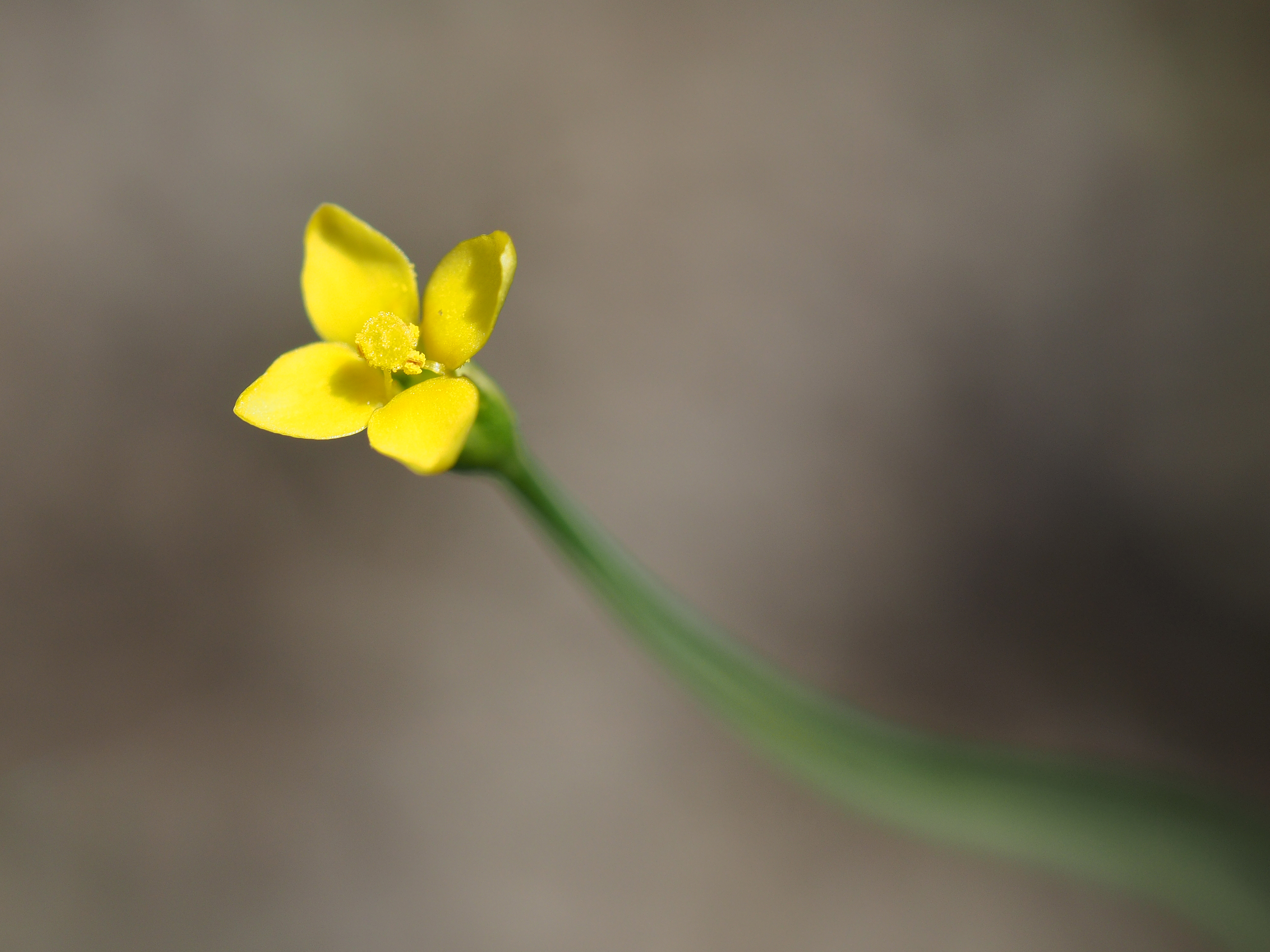
Blüte

## Taxonomie
Die Erstveröffentlichung erfolgte 1753 unter dem Namen (Basionym) Gentiana filiformis durch Carl von Linné in Species Plantarum, Tomus I, S. 231. Das Artepitheton filiformis bedeutet „fadenartig“. Die Neukombination zu Cicendia filiformis (L.) Delarbre erfolgte 1800 durch Antoine Delarbre in  Flore d'Auvergne, ou, Recueil des plantes de cette ci-devant province, 2. Auflage, 1, S. 29. Weitere Synonyme für Cicendia filiformis (L.) Delarbre sind: Microcala filiformis (L.) Hoffmanns. & Link, Exacum filiforme (L.) Willd.